# Pachacamac (dieu)
Pour les articles homonymes, voir Pachacamac.

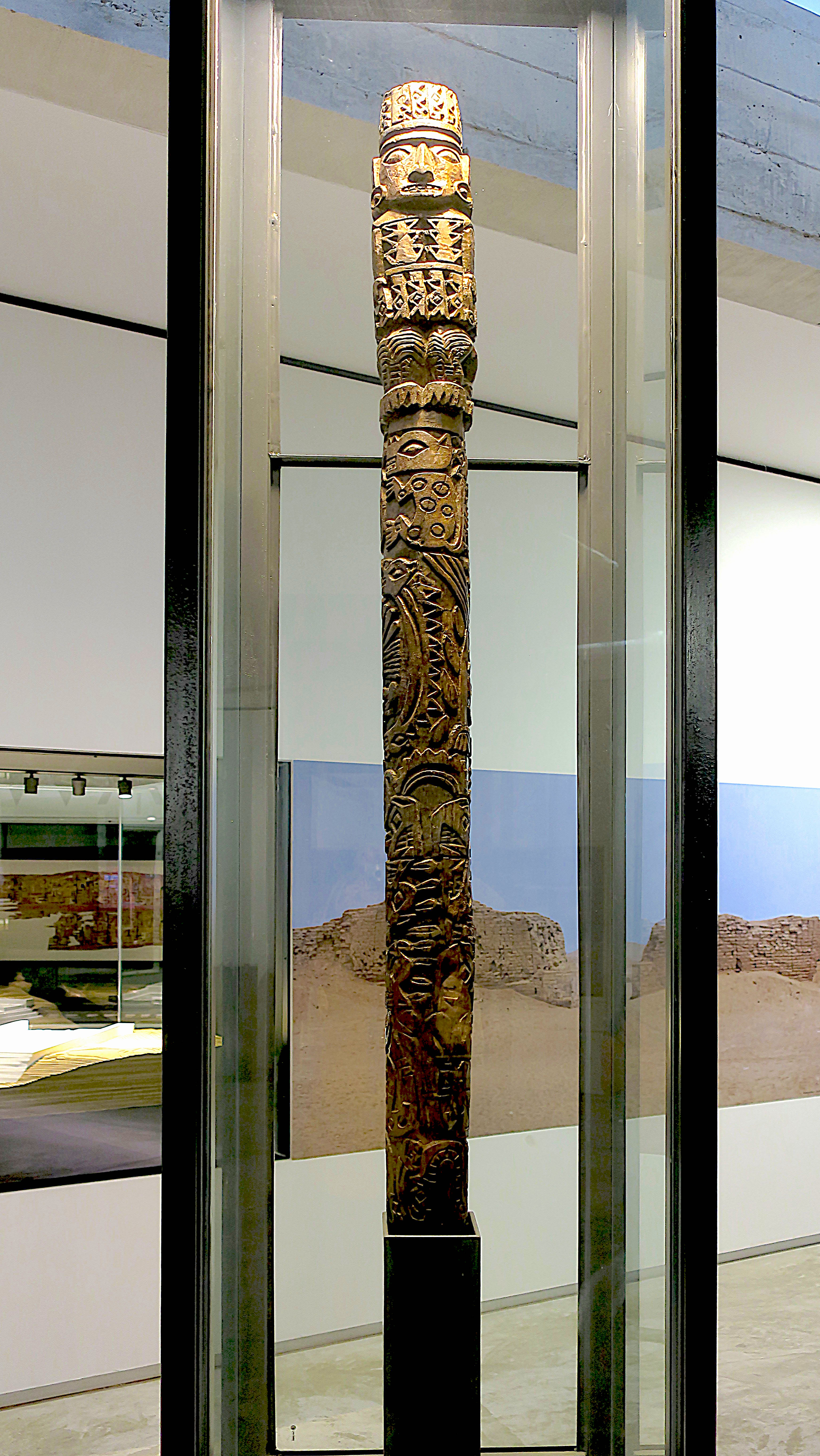
L'« idole de Pachacamac », retrouvée à Pachacamac.

Pachacamac, aussi appelé Pacha Kamaq, Pacha-Camak, Pacharurac ou encore Pachöu-Kamù est le dieu de la terre des peuples établis le long des côtes du Pérou, fils du soleil Inti, et de la lune Mama Quilla : culture Lima, culture Chancay, culture Ychsma (es), culture Huari, culture Chincha. 

## Histoire
En quechua, Pachacamac signifie « celui qui anime le sol » ou « créateur du monde », de pacha « la terre, l'espace-temps, l'étape dans le développement du cosmos, l'époque » et de kamaq « celui qui ordonne, qui crée » (les kamaq sont les êtres conférant de la vitalité, ou camaquen, au monde).
Pachacamac est chargé de la vitalité (camaquen), c’est-à-dire de la fécondité de la terre, personnifiée en la divinité de Kamaq Allpa. Pachacamac peut également créer des tremblements de terre

## Culture populaire
Dans la bande dessinée Le Temple du Soleil, Tintin et ses compagnons montent à bord d'un navire du nom de Pachacamac. Plus tard, le jeune reporter fera mine de s'adresser au Soleil au moment où des descendants des Incas s'apprêtent à l'immoler sur un bûcher. Il déclame (en faisant l'erreur d'appeler le Soleil par le nom du fils que celui-ci a eu avec la Lune) : « Ô sublime Pachacamac ! Je t'adjure de manifester ta toute-puissance !... Si tu ne veux pas de ce sacrifice, voile ici, devant tous, ta face étincelante. »